# Championnats d'Europe de taekwondo 1978
Navigation
Édition précédente Édition suivante
Les championnats d'Europe de taekwondo 1978 ont été organisés du 20 au 22 octobre 1978 à Munich, en Allemagne. Il s'agissait de la deuxième édition des championnats d'Europe de taekwondo.

## Médaillés
| Catégorie | Or                         | Argent                  | Bronze                                               |
| --------- | -------------------------- | ----------------------- | ---------------------------------------------------- |
| 48 kg     | Manuel López (ESP)         | Joaquim Escarmena (FRG) | Reinhard Langer (FRG) Tom van Gils (NED)             |
| 53 kg     | Geremia Di Constanzo (ITA) | Jesus Benito (ESP)      | Hermann Maier (FRG) Ludwig van Dalm (NED)            |
| 58 kg     | Felipe Walino (ESP)        | Claus Petersen (DEN)    | Josef Ascanio (ITA) Herman Hartevelt (NED)           |
| 63 kg     | Hubert Leuchter (FRG)      | Johan Lapre (NED)       | Massimo Mancini (ITA) Detlef Weil (FRG)              |
| 68 kg     | Rubens Thijs (NED)         | Karl Wohlfahrt (FRG)    | Augustin Denit (ESP) Sisimos Mpelos (GRE)            |
| 74 kg     | Rainer Muller (FRG)        | Bruno Barberio (ITA)    | Hans Brugsman (NED) Helmut Gartner (FRG)             |
| 80 kg     | Richard Schulz (GER)       | Tini Dona (NED)         | Vitale Monti (ITA) Gerhard Wiegleb (FRG)             |
| +84 kg    | Dirk Jung (FRG)            | Uwe Weigel (FRG)        | Ben Oude Luttikhuis (NED) Harrie van Nijendaal (NED) |

## Tableau des médailles
- Pays organisateur ( Allemagne de l'Ouest)

| Rang  | Nation               | Or | Argent | Bronze | Total |
| ----- | -------------------- | -- | ------ | ------ | ----- |
| 1     | Allemagne de l'Ouest | 4  | 3      | 5      | 12    |
| 2     | Espagne              | 2  | 1      | 1      | 4     |
| 3     | Italie               | 1  | 1      | 3      | 5     |
| 4     | Pays-Bas             | 1  | 2      | 6      | 9     |
| 5     | Danemark             | 0  | 1      | 0      | 1     |
| 6     | Grèce                | 0  | 0      | 1      | 1     |
| Total | Total                | 8  | 8      | 16     | 32    |